# Muscat Ottonel

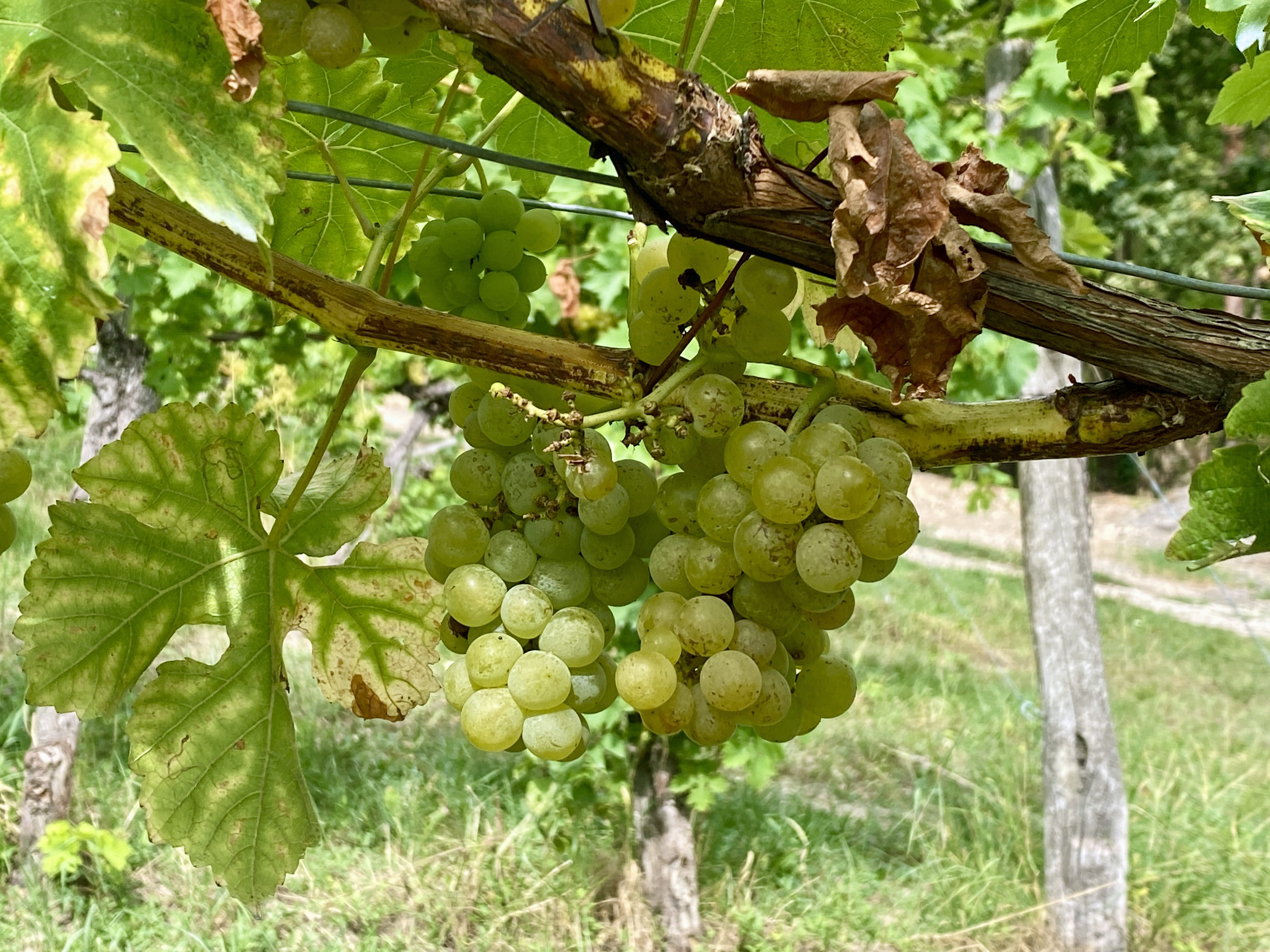
Muscat Ottonel

Muscat Ottonel este un soi de struguri de origine franceză care s-a extins în diverse podgorii din România, pe o suprafață totală de circa 8.000 hectare. Vinurile obținute din această varietate sunt albe, seci, dulci sau demidulci. Au o tărie alcoolică de circa 11,5-12%. Vinul Muscat Ottonel se caracterizează printr-o culoare galben-pai, cu o aromă tipică de muscat care evoluează prin învechire de scurtă durată într-un buchet foarte complex, prin gust fin și delicat.